# Religión civil estadounidense

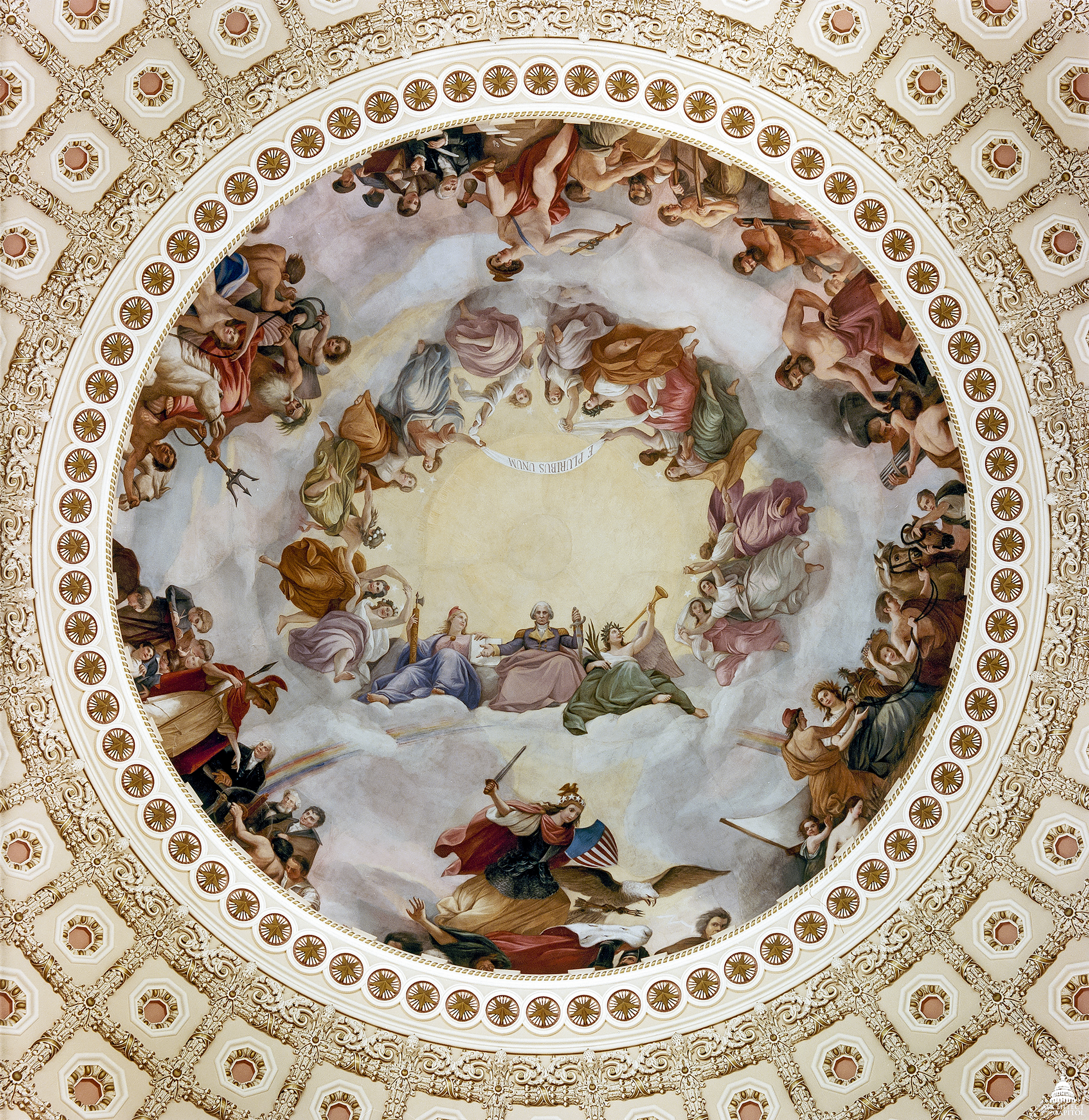
Apoteosis de George Washington

La religión civil estadounidense (American civil religion) es una teoría sociológica según la cual una fe cuasi-religiosa no sectaria existe en el seno de los Estados Unidos de América, con símbolos sagrados extraídos de su historia nacional. Los estudiosos la describen como una fuerza cohesionadora, un conjunto de valores comunes que proporciona integración social y cultural.
El gran énfasis puesto en los temas religiosos no-denominacionales es muy distintivamente estadounidense, y la teoría se aplica a explicarlo. El concepto se remonta al siglo XIX, pero en su forma actual la teoría se desarrolló por el sociólogo Robert Bellah en su artículo de 1967 titulado "Civil Religion in America". El tópico pronto atrajo la atención de la sociología de la religión en conferencias y numerosos artículos y libros. El debate alcanzó su cúspide en el Bicentenario de Estados Unidos (1976). Muchos estadounidenses veneran casi como textos sagrados a documentos históricos como la Constitución de los Estados Unidos (junto con el Bill of Rights) y la Declaración de Independencia de los Estados Unidos.
Según Bellah, los estadounidenses abrazan una religión civil común, con ciertas creencias fundamentales, valores, festividades y rituales, de forma paralela o independiente de la fe religiosa de su elección. Los presidentes suelen cumplir un papel central en esta religión civil, y la nación proporciona honores cuasi-religiosos a sus "mártires", como Abraham Lincoln y los soldados muertos en la Guerra de Secesión. Los historiadores han notado el uso de la retórica de religión civil a nivel presidencial en episodios históricos de gran carga emotiva, como la Segunda Guerra Mundial, el movimiento por los derechos civiles, y los atentados del 11 de septiembre de 2001.
En su estudio de más de cincuenta años de escolaridad sobre la religión civil estadounidense, el sociólogo político, Anthony Squiers identifica catorce principios fundamentales en esta tradición civil y religiosa:
1. Piedad filial
2. La referencia a ciertos textos y símbolos sagrados (la Constitución, la Declaración de Independencia, la bandera, etc.)
3. la santidad de las instituciones estadounidenses
4. La creencia en Dios o una deidad
5. La idea de que sus derechos son dados divinamente
6. La noción de que la libertad proviene de Dios por medio del gobierno
7. La autoridad gubernamental proviene de Dios o de una autoridad superior trascendente
8. La convicción de que Dios puede ser conocido a través de la experiencia estadounidense
9. Dios es el juez supremo
10. Dios es soberano
11. La prosperidad de los Estados Unidos resulta de la Divina Providencia
12. Los Estados Unidos es una "ciudad sobre una colina" o un faro de esperanza y justicia
13. El principio de la muerte sacrificial y el renacimiento
14. Los Estados Unidos sirve a un motivo superior que sus propios intereses.[10]

Una dimensión importante es el papel de los soldados, dispuestos a sacrificar sus vidas para defender la nación. Se les recuerda en monumentos y memoriales, así como en días semi-sagrados (Veterans Day y Memorial Day).
Este sistema de creencias ha sido usado históricamente para rechazar las ideas y grupos no-conformistas. Teóricos como Bellah sostienen que la religión civil americana puede cumplir las funciones religiosas de integración, legitimación y profecía, mientras que otros, como Richard Fenn, lo niegan.

## Religión civil y religión política
Los conceptos de religión civil y religión política tienen uso más allá de Estados Unidos.
Alexis de Tocqueville creía que la cristiandad era la fuente de los principios básicos de la democracia liberal, y el cristianismo la única religión capaz de mantener la libertad en una era democrática. Consciente del odio mutuo entre cristianos y liberales en la Francia del siglo XIX, volvía sus ojos a la época de la Ilustración y la Revolución francesa, cuando la iglesia era un firme aliado del Antiguo Régimen, y cómo lo siguió siendo tras la restauración borbónica de 1815-30. En cambio, veía como el cristianismo no era antagónico con la democracia en los Estados Unidos, donde ejercía de baluarte contra las peligrosas tendencias hacia el individualismo y el materialismo, que podrían conducir al ateísmo y la tiranía.
Otras importantes contribuciones fueron las del filósofo Jean-Jacques Rousseau (1712–1778) y el sociólogo Émile Durkheim (1858–1917).